# Lijst van zesdaagsewinnaars in 2013
Onderstaand volgt een lijst van winnaars van een zesdaagse wielerwedstrijd op de baan in 2013.
| Datum                   | Plaats      | Winnaar                              |
| ----------------------- | ----------- | ------------------------------------ |
| 3 – 8 januari           | Rotterdam   | Iljo Keisse – Niki Terpstra          |
| 10 - 15 januari         | Bremen      | Marcel Kalz - Franco Marvulli        |
| 24 - 29 januari         | Berlijn     | Roger Kluge – Peter Schep            |
| 31 januari - 5 februari | Kopenhagen  | Lasse Norman Hansen – Michael Mørkøv |
| 25 - 30 juli            | Fiorenzuola | Shane Archbold – Dylan Kennett       |
| 21 - 26 oktober         | Amsterdam   | Kenny De Ketele – Gijs Van Hoecke    |
| 23 – 26 oktober         | Grenoble    | Vivien Brisse – Morgan Kneisky       |
| 19 - 24 november        | Gent        | Jasper De Buyst – Leif Lampater      |
| 27 – 30 november        | Zürich      | Silvan Dillier - Iljo Keisse         |